# Бутень жёстковолосистый
Бу́тень жёстковолоси́стый (лат. Chaerophýllum hirsútum), также бу́тень цику́товый, — многолетнее травянистое растение, вид рода Бутень семейства Зонтичные (Umbelliferae).

## Ботаническое описание

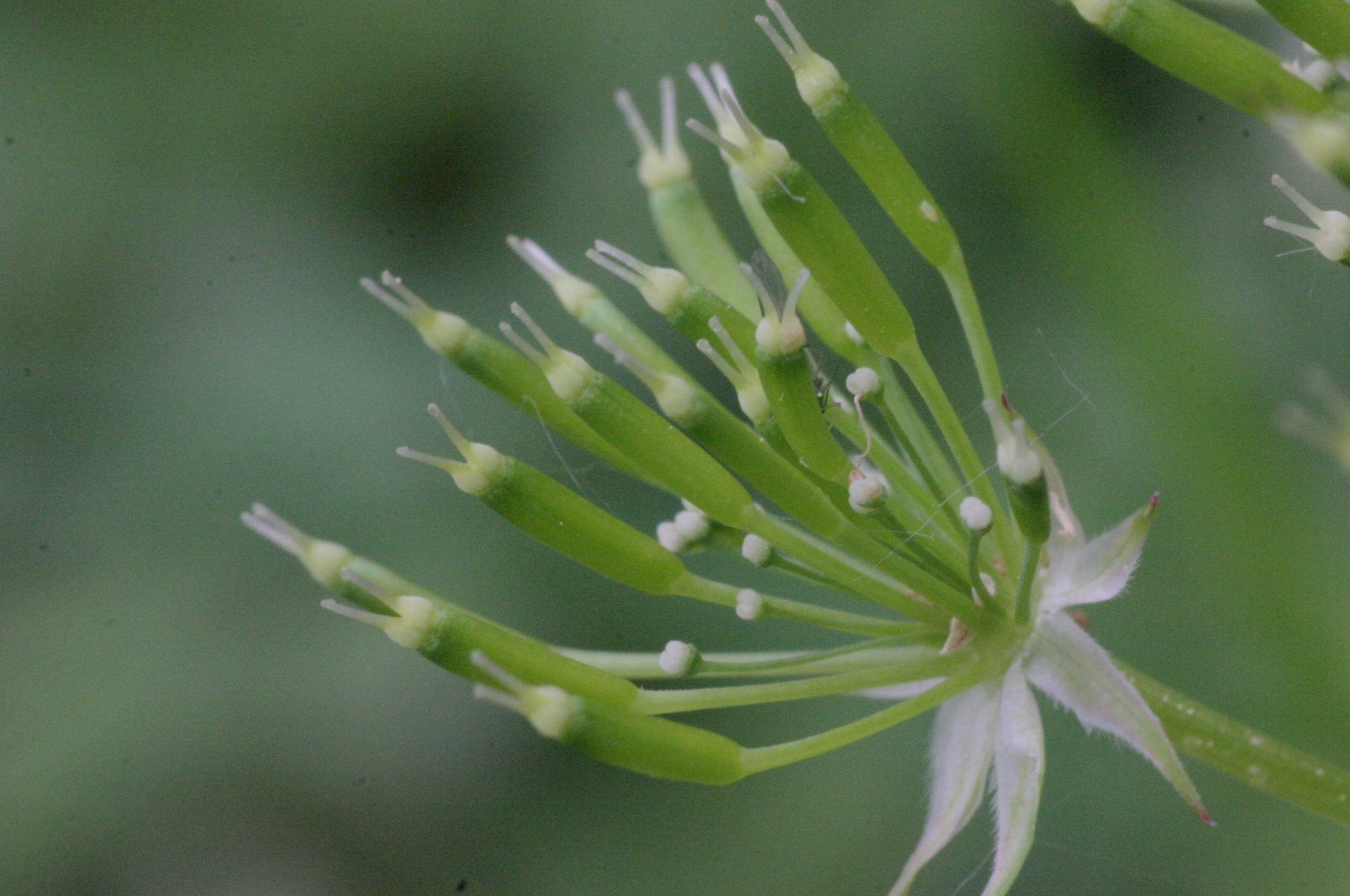
Зонтик в плодах

Многолетнее травянистое растение с коротким вертикальным корневищем. Стебель одиночный, прямостоячий, 30–100 см высотой, в верхней части несколько разветвлённый, мелкобороздчатый до гладкого, с оттопыренным щетинистым опушением.
Прикорневые и стеблевые листья черешчатые, черешки опушённые жёсткими волосками, пластинки их треугольные или яйцевидные в очертании, 5–14 см длиной и 5–12 см шириной, дважды тройчатые, сегменты первого порядка черешчатые, сегменты второго порядка перистораздельные, с пильчатыми дольками. Верхние стеблевые листья единожды тройчатые, сидячие.
Зонтики щитковидные, 3—9 см в диаметре, с 8—17 опушёнными лучами. Обёртка отсутствует. Зонтички 8—13 мм в диаметре. Обёрточки из 5–6 листочков ланцетной формы, по краю реснитчатых. Чашечка малозаметная. Венчик обычно белый, по краям лепестков реснитчатый.
Вислоплодники 7–8 мм длиной, 0,7–1 мм шириной, продолговатые, уплощённые, голые, мерикарпии со спинной стороны со слабо выраженными рёбрами. Столбики расходящиеся, подстолбия конические.

## Распространение
Широко распространённое в Центральной, Южной и Восточной Европе и Малой Азии растение. Встречается по лугам и лесным полянам, в долинах рек.
В Европейской России — редкое заносное растение в старых парках.

## Таксономия
Chaerophyllum hirsutum L., Sp. pl. 1: 258 (1753).

### Синонимы
- Bellia hirsuta (L.) Bubani, 1899
- Chaerophyllum calabricum Guss. ex DC., 1830
- Chaerophyllum cicutaria Vill., 1779
- Chaerophyllum eynense Sennen, 1927
- Chaerophyllum magellense Ten., 1823
- Chaerophyllum pallescens C.Presl ex DC., 1830
- Chaerophyllum palustre Lam., 1785
- Chaerophyllum stenocarpum Sennen, 1927
- Chaerophyllum umbrosum Jord., 1849
- Ligusticum hirsutum (L.) Crantz, 1767
- Myrrhis hirsuta (L.) Spreng., 1820, nom. illeg.
- Myrrhis magellensis (Ten.) Bertol., 1837
- Rhynchostylis hirsuta (L.) Tausch, 1839
- Scandix hirsuta (L.) Scop., 1771
- Selinum kochii E.H.L.Krause, 1904
- Sikera hirsuta (L.) Raf., 1840

## Применение
Используется в качестве декоративного садового растения. Используются в натуралистичных посадках, имитирующий лесной луг. В декоративном садоводстве популярен компактный культивар с розовыми цветками Chaerophyllum hirsutum 'Roseum', который достигает высоты 60 см.

## Охранный статус
Внесён в Красную книгу Псковской области с 2012 года. 